# Roberto Mango
Roberto Mango (14 maggio 1920 – 21 febbraio 2003) è stato un architetto e designer italiano, professore di Disegno industriale della Facoltà di Architettura dell'Università degli Studi di Napoli Federico II dal 1958.

## Biografia
Si laurea nel 1946 con una tesi per un circolo nautico sul lago Fusaro presso la Facoltà di Architettura di Napoli. Dal 1949 al 1950 è alla Princeton University con una research Fellowship. Qui inizia la sua collaborazione con Romaldo Giurgola. Dal 1951 al 1952 è corrispondente della rivista di architettura e design Domus. Dal 1951 al 1953 è co-direttore della rivista Interiors a New York.
Frequenta la Fuller Research Foundation e la Raymond Loewy Corporation sempre a N.Y. Partecipa al concorso "Lamp Design Competition" del MOMA nel 1950 con un progetto poetico e innovativo.
È stato il fondatore della scuola di design napoletana contribuendo, attraverso progetti studi e ricerche, a rinnovare il linguaggio della cultura progettuale industriale. Dal 1954 al 1964 è corrispondente dall'Italia della rivista statunitense Industrial Design.
Nel 1967 riceve il Compasso d'Oro per le ricerche sul design.